# گای دی‌سیلوا
گای دی‌سیلوا (انگلیسی: Guy DiSilva؛ زاده ۱۱ ژوئیهٔ ۱۹۵۶) یک بازیگر پورنوگرافی اهل آمریکا است. 